# النظرية النقدية المرتبطة في البيئة
النظرية النقدية المرتبطة بالبيئة
دراسة الأدب والبيئة من وجهة نظر متعددة التخصصات
إذ يحلل باحثو الأدب النصوص الذي توضح الشواغل البيئية وفحص مختلف الطرائق التي يعالج بها الأدب موضوع الطبيعة. تتخذ من خلال وجهة نظر متعددة التخصصات تحليل أعمال المؤلفين والباحثين والشعراء في سياق القضايا البيئية والطبيعية. يفكر بعض علماء البيئة في حلول لتصحيح الوضع البيئي المعاصر، مع أن ليس كل نقاد البيئة يتفقون على غرض ومنهجية ونطاق النظرية النقدية المرتبطة في البيئة.
في الولايات المتحدة، غالبا ما ترتبط«النظرية النقدية المرتبطة بالبيئة» برابطة دراسة الأدب والبيئة. التي تستضيف مؤتمرا مرة كل سنتين للباحثين الذين يعالجون المسائل البيئية في الأدب والعلوم الإنسانية البيئية بشكل عام وتنشر الرابطة مجلة دراسات متعددة التخصصات في الأدب والبيئة التي توجد فيها المنح الدراسية الدولية الحالية
النظرية النقدية البيئية تعتبر منحى واسعا وتعرف بعدد من التسميات بما في ذلك " الدراسات الخضراء (الثقافية)
، الشعر البيئي، الانتقاد الادبي البيئي، وكثيرا ما يسترشد بمجالات أخرى مثل علم البيئة، التصميم المستدام، السياسة الحيوية، تاريخ البيئة، حماية البيئة، والايكولوجيا الاجتماعية وغيرها الكثير..
تعريف
بالمقارنة مع أشكال الانتقاد«السياسي» الأخرى لم يكن هناك اختلاف يذكر نسبيا حول الأهداف الأخلاقية الفلسفية للنظرية النقدية المتعلقة المرتبطة بالبيئة،
وعلى الرغم من أن نطاقه قد اتسع من الكتابة في الطبيعة والشعر الرومانسي والمؤلفات القانونية التي تحولت إلى افلام والتلفزيون والمسرح وقصص الحيوانات والهندسة المعمارية والروايات العلمية ومجموعة غير عادية من النصوص الأدبية.وفي الوقت نفسه، استعارت النظرية النقدية المرتبطة في البيئة منهجيات ونهجاً ومنحى مستنيرة نظرياً من ميادين أخرى من الدراسات الأدبية والاجتماعية والعلمية.
والتعريف العملي الذي وضعه (شيريل غلوتفيلتي) في قرائة النظرية النقدية المتعلقة في البيئة هو أن «النظرية النقدية المرتبطة في البيئة هو دراسة العلاقة بين الأدب والبيئة الطبيعية».)، وأحد الأهداف الضمنية للنهج هو استعادة الكرامة المهنية لما يسميه (غلوتفيلتي) «كتابة أنواع الطبيعة المبخوسة القيمة».(لورنس بويل) يعرف «النظرية النقدية المرتبطة في البيئة على انها دراسة للعلاقة بين الأدب والبيئة التي أجريت بروح من الالتزام بمبدأ براكسيس البيئي».
وأشار (سيمون إستوك) في عام 2001 إلى أن "النظرية النقدية المرتبطة في البيئة تميزت بنفسها، على الرغم من المناقشات، أولاً بالموقف الأخلاقي الذي تتخذه، والتزامها بالعالم الطبيعي بوصفه أمراً هاماً وليس مجرد موضوع دراسة مواضيعية، وثانياً، التزامها بإقامة الاتصالات.
وفي الآونة الأخيرة، يقول (إستوك،) في مقال يمدد الثقافة النقدية المرتبطة في البيئة إلى الدراسات الشكسبيرية، إن الثقافة النقدية المرتبطة في البيئة أكثر من مجرد «دراسة الطبيعة أو الأشياء الطبيعية الأدب»؛ بل إن أي نظرية ملتزمة بتحقيق التغيير عن طريق تحليل وظيفة البيئة الطبيعية، أو جوانبها الممثلة في الوثائق (الأدبية أو غيرها) التي تساهم في الممارسات المادية في العوالم المادية -سواء كانت فنية أو اجتماعية أو تاريخية أو أيديولوجية أو نظرية أو غيرها.
وهذا يردد النهج الوظيفي لفرع البيئة الثقافية التابع للنظرية النقدية المرتبطة في البيئة، الذي يحلل أوجه التشابه بين النظام البيئي والنصوص الإبداعية ويفترض أن هذه النصوص يمكن أن تؤدي وظيفة بيئية (تجديدية، ومجددة) في النظام الثقافي.
وكما لاحظ (مايكل ب. كوهين): «إذا اردتم ان تكونوا نادين للبيئة، فكونوا مستعدين لشرح ما تفعلونه وكونوا قابلين الانتقاد، إن لم تسخروا». لا شك ان كوهين يضيف صوته إلى هذه الانتقادات، ملاحِظا ان أحد مشاكل النقد البيئي هو ما يدعوه «مدرسة الحمد والغناء» التي تنتقد النقاد.جميع النقاد البيئين يشتركون في دافع بيئي من نوع ما، ولكن في حين أن غالبيتهم "تؤيد الطبيعة" " فإن بعضهم "متشككون في الطبيعة".
وهذا ينطوي جزئياً على شعور مشترك بطرق استخدام «الطبيعة» لإضفاء الشرعية على المعايير الجنسانية والجنسية والعرقية (وهكذا اعتُبر اشتهاء الجنس الآخر «غير طبيعي»، على سبيل المثال)، ولكنه ينطوي أيضاً على التشكك في الاستخدامات التي وضعت لها لغة «بيئية» في النظرية النقدية المرتبطة في البيئة؛ كما يمكن أن ينطوي على نقد للطرق التي تسهم بها المعايير الثقافية للطبيعة والبيئة في تدهور البيئة.أطلق (غريغ غاريغ) على «البيئة الرعوية» مفهوم أن الطبيعة في سلام متوازن ومتناغم بينما انتقد (دانا فيليبس) الجودة الأدبية والدقة العلمية لكتابة الطبيعة في كتاله («حقيقة الإيكولوجيا»). وبالمثل، كانت هناك دعوة إلى الاعتراف بمكانة حركة العدالة البيئية في إعادة تعريف شالخطاب البيئي.
ورداً على السؤال عن ماهية النظرية النقدية المرتبطة في البيئة أو ما ينبغي أن تكون عليه، قدم (كاميلو غوميديس) تعريفاً عملياً واسعاً وتميزياً على حد سواء: «مجال التحقيق الذي يحلِّل الأعمال الفنية التي تثير أسئلة أخلاقية عن التفاعلات البشرية مع الطبيعة، ويحفز أيضاً الجمهور على العيش ضمن حدود تكون ملزمة عبر الأجيال».وهو اختبرها من أجل فيلم تكيف عن إزالة الغابات الأمازونية. وتطبيقا لتعريف (غوميدس)، يسوق (جوزيف هنري فوغل)حجة مفادها أن المذهب النقد البيئي يشكل «مدرسة اقتصادية فكرية»، حيث يعمل على إشراك الجماهير في مناقشة قضايا تخصيص الموارد التي لا يوجد لها حل تقني.وقد جادل (آشتون نيكولز) مؤخرا بأن الأخطار التاريخية للنسخة الرومانسية للطبيعة تحتاج الآن إلى أن تحل محلها «التجثم الحضري»، وهي وجهة نظر ترى أن الحياة الحضرية والعالم الطبيعي مترابطان ترابطا وثيقا وتدعو إلى أن يعيش البشر باستخفاف على هذا الكوكب، وهو ما تعيشه تقريبا جميع الأنواع الأخرى.
في الدراسات الأدبية
ويبحث علماء النظرية النقدية المرتبطة في البيئة في أمور من قبيل القيم البيئية الأساسية، وماذا تعني كلمة طبيعة على وجه التحديد، وما إذا كان ينبغي أن يكون بحث «المكان» فئة مميزة، شبيهة كثيراً بالفئة أو الجنس أو العرق.يفحص علماء النظرية النقدية المرتبطة في البيئة نظرة الإنسان إلى البرية، وكيف تغيّرت على مر التاريخ، وما إذا كانت المسائل البيئية الحالية تُعرض بدقة أو حتى تُذكر في الثقافة الشعبية والأدب الحديث.
والباحثون في علم النظرية النقدية المرتبطة في البيئة ينهمكون في أسئلة تتعلق بمركزية الإنسان، و «الافتراض السائد بأن العالم الطبيعي لابد وأن يُنظَر إليه في المقام الأول باعتباره مورداً للبشر»، فضلاً عن تبني نُهُج نقدية لتغيير الأفكار في «القواعد المادية والثقافية للمجتمع الحديث».ومؤخراً بدأ «خبراء البيئة التجريبي» في تقييم تجريبي لتأثير الخيال البيئي على قرائه. وتخصصات أخرى، مثل التاريخ، والاقتصاد، والفلسفة، والأخلاقيات، وعلم النفس، يعتبرها أيضا علماء البيئة من بين العوامل التي يمكن أن تسهم في علم البيئة.
وعلى الرغم من أن (ويليام رويكيرت) ربما كان أول من استخدم مصطلح «النقد البيئي» (باري240) في مقاله الذي نشر في عام 1978 تحت عنوان «الأدب والبيئة: تجربة في النقد البيئي»، إلا أن النقد البيئي كحركة تدين بالكثير إلى (راشيل كارسون) في كتابه «الربيع الصامت» لعام 1962.وانطلاقاً من هذه اللحظة الحرجة، كانت نية (رويكيرت) هي التركيز على «تطبيق البيئة والمفاهيم البيئية على دراسة الأدب».
وما فتئ الأفراد والباحثون من ذوي الفكر البيئي، ينشرون كتابات تقدمية عن النظرية البيئية والنقد لها منذ انفجار النزعة البيئية في أواخر الستينات والسبعينات.ذلك، ونظراً لعدم وجود حركة منظمة لدراسة الجانب الإيكولوجي/البيئي من الأدب، فإن هذه المؤلفات الهامة كانت متناثرة ومصنفة تحت مجموعة من مختلف عناوين المواضيع: الرعي، والإيكولوجيا البشرية، والإقليمية، والدراسات الأمريكية، وما إلى ذلك.
على سبيل المثال، كتب الناقد الماركسي البريطاني (ريموند وليامز)في عام 1973 نقدا إكلينيكيا للأدب الرعوي في البلاد والمدينة.
وثمة نص نقد بيئي سابق آخر، وهو كتاب جوزيف ميكر «كوميديا البقاء» (1974)، اقترح صيغة لحجة كانت فيما بعد تهيمن على النظرية النقدية المرتبطة في البيئة وفلسفة البيئة؛ وترجع تلك الأزمة البيئية في المقام الأول إلى تقليد ثقافي غربي الفصل بين الثقافة والطبيعة، والارتقاء بالثقافة إلى الهيمنة الأخلاقية.
وهذه المركزية الأنثروبية الإنسانية تتجسد في المفهوم المأساوي لبطل يكتسي صراعه الأخلاقي أهمية أكبر من مجرد البقاء الحيوي، في حين يؤكد ميكر أن علم علم الأحياء الحيواني يبين أن «الطريقة الهزلية» في التخبط و «ممارسة الحب وليس الحرب» لها قيمة بيئية متفوقة.
وفي وقت لاحق، تحت مسمى «الموجة الثانية»، كانت الغَلَبة لتبني (ميكر)لموقف محب للبيئة يتمتع بمقبولية علمية واضحة كمقياس للقيمة الأدبية، على انتقادات وليامز الإيديولوجية والتاريخية للتحولات في تمثيل الطبيعة من النوع الأدبي.
وكما لاحظ (غلوتفيتي) في قراءة دراسة النظرية النقدية المرتبطة في البيئة "فإن أحد الدلائل على تفكك الجهود المبكرة هو أن هؤلاء النقاد نادراً ما يستشهدون بأعمال بعضهم البعض؛ لم يعلموا بوجوده … كل صوت كان صوت واحد يصرخ في البرية.ورغم هذا فإن الحركة النقدية المرتبطة في البيئة ـ على النقيض من الانتقادات النسائية والماركسية ـ فهي فشلت في التبلور إلى حركة متماسكة في أواخر سبعينيات القرن العشرين، ولم تتبلور في الولايات المتحدة إلا في تسعينيات القرن العشرين.
وفي منتصف الثمانينات، بدأ العلماء يعملون بشكل جماعي على إرساء مفهوم النظرية النقدية المرتبطة في البيئة كنوع، ولا سيما من خلال أعمال جمعية الأدب الغربي التي يمكن أن تؤدي فيها إعادة تقييم الكتابة الطبيعية كنوع أدبي غير خيالي.وفي عام 1990، أصبحت (غلوتفيتي) في جامعة نيفادا، رينو، أول شخص يشغل منصباً أكاديمياً كأستاذ للأدب والبيئة، واحتفظت جامعة الأمم المتحدة، بمساعدة (غلوتفيتي) المتقاعد الآن والأستاذ الباقي (مايكل ب. برانش)، بالمنصب الذي أنشأته في ذلك الوقت بوصفها المقر الفكري للنظرية النقدية المرتبطة في البيئة حتى في الوقت الذي تطورت فيه رابطة أسل لتصبح منظمة تضم آلاف الأعضاء في الولايات المتحدة وحدها.وابتداء من أواخر التسعينات، بدأت فروع جديدة للرابطة والمنظمات المنتسبة إليها في المملكة المتحدة واليابان وكوريا وأستراليا ونيوزيلندا (منطقة آسليك -آنز) والهند (منطقة أوسل -الهند) وجنوب شرق آسيا (رابطة دول جنوب شرق آسيا) وتايوان وكندا وأوروبا. يرجع ظهور المذهب النقدي البيئي في النقد الأدبي البريطاني عادة إلى نشر جوناثان بايت في عام 1991 كتاب الإيكولوجيا الرومانسية: وردزورث والتقاليد البيئية.
انظر أيضا
دراسات الحيوان
النظرية النقدية
الثقافية البيئية
اللغويات البيئة
التوازن/التناغم البيئي
علم الأحياء العرقية